# Pseudapis stenotarsus
Pseudapis stenotarsus là một loài Hymenoptera trong họ Halictidae. Loài này được Baker mô tả khoa học năm 2002.